# ترويليت
الترويليت معدن من معادن الحديد النادرة، وهو ينتمي إلى معادن الكبريتيدات، بالتالي فالوحدة البنائية له هي من كبريتيد الحديد FeS. وهو معدن مرتفع المحتوى من الحديد ويشكل العضو النهائي في مجموعة معادن البيروتيت، التي لها الصيغة العامة (Fe(1-x)S (x = 0 - 0.2، بالتالي فالبيروتيت يعاني من نقص في الحديد، وهذا يعطيه صفة مغناطيسية، ة ذلك على العكس من الترويليت الغني بالحديد، بالتالي فهو لا يملك صفات مغناطيسية.
تعد خامات الترويليت نادرة في الأرض، ولكنها وافرة بشكل أكبر في الأحجار النيزكية، وخاصة التي مصدرها من المريخ أو القمر، وقد برهن على وجوده ضمن تركيب نيزك تشيليابنسك.
أطلق الجيولوجي النمساوي فلهيلم فون هايدنغر على هذا المعدن اسم ترويليت نسبة إلى اليسوعي دومينيكو ترويلي Dominico Troili الذي عاش في الفترة ما بين 1722–1792م.